# Kasea
Kasea (Kasea Motorsports, Seattle) is een Amerikaans bedrijf dat Quads, Buggies, terreinmotoren en scooters produceert. 
Deze producten worden voornamelijk (en in sommige gevallen uitsluitend) voor de Amerikaanse markt gemaakt.